# Adila Bendimerad
Adila Bendimerad (en arabe : عديلة بن ديمراد, ʿAdila Ben Dimerad), née vers 1985 à Alger, est une actrice de cinéma, de télévision et de théâtre, scénariste, productrice et réalisatrice algérienne.
Ayant commencé comme actrice de théâtre, Merzak Allouache lui donne une première visibilité d'importance en 2011, à vingt-six ans, dans son film Normal ! La même année, elle crée à Alger sa société de production cinématographique Taj Intaj. Le monde francophone la découvre véritablement dans le film La Dernière Reine, coécrit et coréalisé avec Damien Ounouri, sortit en avril 2023 et qui reçoit un très bon accueil critique,.

## Théâtre
- 2006 : Quand passent les gazelles de Bernard Granger : rôle inconnu
- 2007 : Fée en panne cherche plombier de Fabien Laggarigue
- 2007 : Un nommé Jud : Léa
- 2007 : Les Bonnes Sœurs Kalachnikov de Jean-Jacques Devaux : rôle inconnu
- 2007 : Fout le camp de Philippe Chevaux : rôle inconnu
- 2008 : Soliloque de Kamel Yaiche (adaptation du Bel Indifférent de Jean Cocteau) : rôle inconnu
- 2008 : Le Château de Hajar Bali : rôle inconnu
- 2009 : Le Chant du cygne d'Anton Tchekov, mis en scène par Amel Menighed : rôle inconnu
- 2009 : Les Glycines de Hajar Bali, mise en scène par Aurélien Desclozeaux : rôle inconnu
- 2009 :  En-Nouzha de Nabil Asli : rôle inconnu
- 2010 : Fawdha d'Ahmed Elagoune : rôle inconnu
- 2011-2013 : Théâtre action dans la ville par elle-même : rôle inconnu
- 2011 : One Thousand and One Nights de Tim Supple (adaption du livre de Hanane Elcheikh) : rôle inconnu
- 2011 : Bled el Chem's d'elle-même (textes choisis de Hajar Bali) : rôle inconnu
- 2014 : Les Nuits de Strasbourg (adaptation du roman homonyme d'Assia Djebar) : rôle inconnu
- 2015 : Pierre de patience (Hajret Es-Sabr) de Mourad Senouci, mise en scène par Guillette Grobon : rôle inconnu

## Filmographie

### Actrice

#### Courts-métrages
- 2011 : Hystérésis de Tahar Kessi : rôle inconnu
- 2016 : Kindil el Bahr de Damien Ounouri : Nfissa

#### Longs-métrages
- 2008 : Taxiphone (El Mektoub) de Mohammed Soudani : rôle inconnu
- 2010 : Parfum d'Alger de Rachid Benhadj : rôle inconnu

- 2011 : Normal ! de Merzak Allouache : Amina
- 2012 : Le Repenti (Et-Taaib) de Merzak Allouache : Djamila
- 2013 : Les Terrasses (Es-Stouh) de Merzak Allouache : Assia
- 2016 : Still Burning de Georges Hachem : Camille Morin
- 2019 : Parkour de Fatma Zohra Zamoum : Kamila
- 2023 : La Dernière Reine (El-Akhira) d'elle-même et de Damien Ounouri : Zaphira
- 2024 : Ma part de Gaulois de Malik Chibane : Nacera Chakraoui
- 2024 : Barbès, Little Algérie de Hassan Guerrar : Hadria

#### Téléfilms
- 2007 : Mey ya Mey d'Agathe Roy : Mey

- 2011 : Histoire sans ailes d'Amar Tribeche : rôle inconnu

#### Séries télévisées
- 2011 : Caméra Chorba de Karim Khedim : rôle inconnu
- 2012 : ’Ami Achour de Yanis Koussim : rôle inconnu

#### Clips vidéos
- 2016 : Dellali de Damien Ounouri, pour le groupe Djmawi Africa : Sissi, la femme au haïk.

### Productrice
- 2015 : Les Jours d'avant de Karim Moussaoui
- 2023 : La Dernière Reine (El-Akhira) avec Damien Ounouri

### Réalisatrice
- 2023 : La Dernière Reine (El-Akhira) avec Damien Ounouri

### Scénariste
- 2011 : Histoire sans ailes d'Amar Tribeche
- 2016 : Kindil el Bahr de Damien Ounouri
- 2023 : La Dernière Reine (El-Akhira) avec Damien Ounouri

## Distinctions
| Année | Récompense                                                            | Catégorie                                                  |
| ----- | --------------------------------------------------------------------- | ---------------------------------------------------------- |
| 2012  | Prix d'interprétation féminine d'Angoulême                            | Meilleure actrice pour Le Repenti                          |
| 2012  | Prix d'interprétation féminine du Caire                               | Meilleure actrice pour Le Repenti                          |
| 2012  | Prix d'interprétation féminine de Rome                                | Meilleure actrice pour Le Repenti                          |
| 2013  | Prix de la meilleure production des Lutins du court métrage           | Meilleure production pour Les Jours d’avant                |
| 2014  | Prix de la meilleure actrice aux Trophées francophones du cinéma 2014 | Trophée francophone du second rôle féminin pour Le Repenti |
| 2022  | Prix d'interprétation féminine du Red Sea International Film Festival | Interprétation féminine pour La Dernière Reine             |

## Prises de position
En 2017, elle déclare être féministe après plusieurs années d'hésitation à le revendiquer.
En novembre 2020, Adila Bendimerad participe à la campagne d'un collectif féministe algérien contre les féminicides, à la suite des meurtres sauvages de trois jeunes femmes qui avaient suscité l'émoi en Algérie, afin de dénoncer et alerter contre les violences faites aux femmes algériennes et dans le monde du cinéma. Elle déclare avoir pris conscience de la condition féminine en Algérie en voyageant seule dans d'autres pays dès ses vingt-cinq ans.
Adila Bendimerad et Damien Ounouri annulent les projections de La Dernière Reine au cinéma du Parc de Montréal en soutien à la cause palestinienne dans le cadre de la guerre à Gaza depuis 2023.